# Heiko Waller
Heiko Waller (* 20. Januar 1943 in Bremerhaven; † 25. Oktober 2023 in Berlin) war ein deutscher Sozialmediziner und Gesundheitswissenschaftler.

## Leben
Waller absolvierte ein Studium der Medizin, das er 1971 mit dem Staatsexamen abschloss. 1973 promovierte er bei Klaus Dörner zum Dr. med. Es folgten ein Studium der Soziologie und Sozialpädagogik (Promotion zum Dr. phil. 1978 bei Lieselotte Pongratz) an der Universität Hamburg und der Medizinsoziologie an der Universität London (M. Sc. 1976). Von 1971 bis 1973 war er ärztlich tätig. In den Jahren 1974 bis 1978 war Waller wissenschaftlicher Assistent am Institut für Medizin-Soziologie des Universitätsklinikums Hamburg-Eppendorf. Von 1978 bis 2008 war Waller Professor für Sozialmedizin an der Fachhochschule Nordostniedersachsen (seit 2007 Leuphana Universität) in Lüneburg, von 1985 bis 1987 Prorektor, und von 1987 bis 1989 Rektor.
Waller lebte ab 2008 in Berlin, war verheiratet und hatte zwei Töchter.

## Wirken
Wallers Arbeitsschwerpunkte waren Soziale Benachteiligung und Gesundheit, Prävention und Gesundheitsförderung, Sozialpsychiatrie; sowie Sozialarbeit im Gesundheitswesen.
Waller gründete das Zentrum für Angewandte Gesundheitswissenschaften der Leuphana Universität Lüneburg und war dessen erster geschäftsführender Leiter von 1992 bis 2004. Von 1986 bis 1996 war Waller wissenschaftlicher Leiter der von der Bundeszentrale für gesundheitliche Aufklärung durchgeführten Internationalen Fortbildungslehrgänge zur Gesundheitsförderung. Durch Hochschulkooperationen mit Hochschulen in England (East London Polytechnic und University of Essex), Frankreich (Université Paris-Nord und Institut de Travail Social in Montrouge), Ungarn (Szeged) und Italien (Rom 1 „La Sapienza“) sowie Forschungsaufenthalte in London 1984, Paris 1989, Berkeley/Kalifornien 1997, Wien 2002/03 und Rom 2006/07 trug er zur internationalen Vernetzung der gesundheitsbezogenen Sozialarbeit und der Gesundheitswissenschaften bei und wurde Gutachter u. a. für das EU-Programm „Community Action on Health Promotion, Information, Education and Training 1996–2000“, Mitglied im nationalen Beirat zum World Congress on Medicine and Health auf der EXPO 2000, Mitglied im wissenschaftlichen Beirat der Zeitschrift „Italian Journal of Public Health“, Gutachter für das Fachhochschul-Forschungsförderprogramm der Österreichischen Forschungsförderungsgesellschaft und der Finnischen Akademie für gesundheitswissenschaftliche Forschungsanträge (2008).
Waller war von 1988 bis 2000 im Vorstand der Deutschen Gesellschaft für Sozialmedizin und Prävention und von 1995 bis 2008 Präsident der Sektion Health Promotion der European Public Health Association, weiterhin übte er ehrenamtliche Tätigkeiten für seine Arbeitsschwerpunkte auf lokaler, regionaler und überregionaler Ebene aus. Von 1991 bis 1993 war er Vorsitzender der Kommission Gesundheitsförderung des Niedersächsischen Sozialministeriums. Seit 2009 war er von der Deutschen Arbeitsgemeinschaft Selbsthilfegruppen benannter Patientenvertreter in Gremien des Gemeinsamen Bundesausschusses.

## Ehrungen
- 2007: Medaille der Universität Szeged für besondere Verdienste um die Gesundheitsförderung[6]
- 2008: Ehrenmitglied im Zentrum für Angewandte Gesundheitswissenschaften der Leuphana Universität Lüneburg[7]

## Schriften (Auswahl)
- Gemeindebezogene Gesundheitssicherung, 1980 (mit Trojan)
- Sozialpsychiatrische Praxis, 1980 (mit Trojan)
- Zwangseinweisung in der Psychiatrie (1982)
- Sozialarbeit im Gesundheitswesen (1982)
- Sozialmedizin in der Sozialarbeit, 2000 (mit K. Ortmann)
- Gesundheitsbezogene Sozialarbeit, 2005 (mit K. Ortmann)[8]
- Lehrbuch Sozialmedizin (1985, 1991, 1993, 1997, 2002, 2007; 2012, 2016 und 2022 zusammen mit Gerhard Trabert)
- Lehrbuch Gesundheitswissenschaft (1995, 1996, 2002, 2006, 2011 zusammen mit Blättner)